# Коньяк

Карта зон виробництва коньяку за законом 1909

Конья́к (фр. cognac) — французький міцний алкогольний напій з білих сортів винограду, один із видів бренді, бурштиново-золотистого кольору, який, згідно з міжнародним торговельним правом, походить від округи міста Коньяк в регіоні Нова Аквітанія у Франції.
Коньяк має складний аромат з відтінками ванілі і м'яким гармонійним смаком, виготовляється з коньячного спирту, який отримують у результаті перегонки білих сухих виноградних вин з пізнішою витримкою в дубових бочках. Вміст спирту становить від 40 до 55 %об.

## Правова база
Назву «коньяк» пов'язано з регіоном походження і тому захищено законами контролю за походженням. Географічні межі місцевості, в якій допускається виробництво коньяку, технологія виробництва і сама назва чітко визначені, регламентовані і закріплені чисельними міжнародно визнаними законодавчими актами. Перші відомі сучасні законодавчі акти, що закріпили назву коньяку і регіони його виробництва — закон уряду Франції від 1 травня 1909 року та його доповнення від 15 травня 1936 та 13 січня 1938.
Коньяк є суто французьким продуктом. Міцні напої інших країн, а також напої, вироблені у Франції поза регіоном Шаранта, навіть якщо їх отримано дистиляцією виноградних вин, вироблених в регіоні Пуату-Шаранта, не мають права називатися коньяком на міжнародному ринку. Напої, виготовлені за подібними технологіями, але за межами зазначеного регіону, називають бренді. Однак у сучасних законодавчих актах України ще досі зустрічається використання цього поняття (так звані «коньяки України») для позначення міцних напоїв, виготовлених в Україні
Цікавий факт, що французькі власники, що придбали коньячні заводи у Вірменії, продовжують іноді використовувати назву «коньяк» щодо вірменських напоїв[джерело?].
Відповідно до Угоди про асоціацію з ЄС, Україна зобов'язалася з 2026 року відмовитися від використання захищеного географічного зазначення «коньяк» для продукту вітчизняного виробництва. Замість терміну «коньяк України» має вживатися або термін «бренді», або нова назва, яка буде поширюватися лише на українську продукцію.
Наразі розглядається близько трьох десятків потенційних назв. Деякі із них максимально подібні до слова «коньяк», наприклад укрньяк, к'янок чи каннук. Одночасно пропонуються й оригінальні назви: бурштин, пломінь, дубовик, грогон, виналь. Пропонується також назвати український коньяк сонцедаром.

## Історія
У I столітті нашої ери, на територію сучасної Франції, римлянами було завезено виноград. Створення Сентожських (Saintonge) виноградників відбулося під час правління римського імператора Пробуса (Probus), який розширив привілеї і права для всіх галлів на володіння виноградниками і виготовлення вина. Спочатку виноград культивували у долині річки Рони, а вже до кінця IV століття він розповсюдився в усій Франції.
У XII столітті з дозволу Вільяма X (William X), герцога Гиєнського (Duke of Guyenne), була відкрита величезна територія з виробництва вина, відома як Вінобль Де Пуату (Vignoble de Poitou). Вина, вироблені у Вінобль Де Пуату, високо цінувалися в країнах Північного моря. Транспортування здійснювалося на голландських кораблях, які купували сіль на узбережжі Пуату.
У XVI столітті Франція перетворилася на головного виробника і експортера вин в Європі. Голландські кораблі приходили в область Коньяк (Cognac) за широко відомими винами з розквітлих областей Шампань (Champagne) і Бордеріє (Borderies). Виноградники Оніс (Aunis) виробляли таку величезну кількість вина, що його стало важко вивозити, оскільки ці слабкоалкогольні вина, видихувалися під час довгих морських перевезень. Також, як з'ясувалося, під час транспортування в далекі теплі краї вино дорогою скисало. Також у Франції 1641 року було підвищено податки на білі столові вина, які виноторговці департаменту Шаранта вивозили у великій кількості до Англії, Швеції, Норвегії і Фінляндії. Щоб не платити великих податків, вони вирішили скоротити обсяг своєї продукції перегонкою вина, вважаючи, що одержаний продукт там, у споживачів, можна буде розбавити водою і знов одержати вино в повному обсязі. Проте одержана після перегонки рідина, витримана в бочках з дуба, що виростає в лісах французької провінції Лімузен, сподобалася самим виробникам, його розбавляли з водою, і називався цей напій бренді (brandjiwin — від голландського палаюче або вогняне вино).
Коньяк став особливо популярний після того, як Людовик XIV покуштував та оцінив його.
Існує також легенда, згідно з якою, Шевальє де ла Круа (Chevalier de la Croix), пішовши з військової служби, зайнявся перегонкою вина. Вночі йому приснився сон: диявол, щоб забрати душу, кинув його в окріп, але нічого не вийшло, тоді він кинув його удруге. Прокинувшись, шевальє вирішив застосувати процес подвійного кип'яті́ння у технології виготовлення коньяку. Друге кип'яті́ння мало поліпшити якості вина першого кип'яті́ння. Потім Шевальє узяв дві бочки з одержаним напоєм і вирушив до ченців Ренорвіля (Renorville). Вміст першої одразу випили, а другу бочку приховали в підвалі для святкування якоїсь події. Ця подія трапилася лише через 15 років, коли ченці відвідали шевальє. На диво усім, бочка виявилася неповною, випаровування зробило свою справу, напій набув нового смаку, був насичений і витриманий.
До кінця XVII століття ринок став стійкішим, тоді ж і було створено перші коньячні доми, деякі з них ще існують. Вони збирали коньяк і налагоджували зв'язки з покупцями з Голландії, Англії і Північної Європи, пізніше розширюючись до Америки і Далекого Сходу.
Дедалі більше відкривалося торгових домів, і у середині XIX століття вони стали перевозити спирт у пляшках, а не в бочках. Ця нова форма торгівлі дала поштовх таким промисловостям як склороблення, виробництво корків та упаковки, друкування. На той час, виноградники посідали вже майже 280 тисяч гектарів. 1875 року філоксера з'явилася у Шаранті (Charente), та знищила величезну кількість винограду, скоротивши виноградники до 40 тисяч гектарів до 1893 року.
Під час першої чверті XX століття виноградники поволі відновлювалися, використовуючи американські інвестиції, проте вони не досягли попереднього рівня виробництва. Дбайливе відношення значно поліпшило урожай, було видано декрети, які регламентували кожну стадію виготовлення коньяку. Ці декрети контролюють процес виробництва коньяку, який зараз стає дуже цінним і популярним напоєм.
У наші дні коньяк успішно підкорює світ. З майже 200 мільйонів пляшок цього напою, які виготовляються щороку 95 % йде на експорт. Головним світовим споживачем є Сполучені Штати Америки, Англія, Німеччина, Гонконг, Японія. Цікаво, що до Азії поставляється лише високоякісний напій. Так, наприклад, в Японії продаж коньяків вищої якості становить 99 % від обсягу всієї його реалізації у цій країні. Японці останнім часом все більше і більше схиляються до вживання найстаріших, а значить і найдорожчих коньяків.

## Класифікація
Лише напій, народжений на території Франції у шести округах, може називатися справжнім коньяком:
1. Grande Champagne (Велика Шампань). Загальна площа — 35700 га, крейдяний ґрунт багатий карбонатом кальцію. Під виноградну лозу засіяно 13000 га. Коньяки, вироблені з винограду вирощеного на цій території, мають тонкий квітковий смак і вимагають довгої витримки.
2. Petite Champagne (Мала Шампань). Загальна площа — 68400 га, ґрунт має менш щільний крейдяний шар, який у західній частині району, сильно схильний до впливу океану. Під виноградну лозу засіяно 16000 га. Коньяки, які тут виробляють, схожі на коньяки Grande Champagne, але з менш тонким смаком.
3. Borderies (Бордері). Найменший з шести округів — 13440 га. Знаходячись на півночі від міста Коньяк, він має свій власний мікроклімат. 4000 га виноградної лози надають коньякам м'якого смаку квіткових ароматів, переважно фіалки. Коньяки Borderies досягають оптимальної якості після коротшого періоду витримки, ніж коньяки Grande Champagne.
4. Fins Bois (Тонкі Ліси). Територія округу оточує перші три області, посідаючи понад 354 200 га твердого кам'янистого ґрунту. З трохи менше 33 000 га виноградної лози, виробляють міцні коньяки, які дозрівають достатньо швидко і мають букет, який нагадує запах свіжовичавлених виноградин.
5. Bons Bois (Хороші Ліси). Формує широкий пояс з 386 000 га глинистого ґрунту з невеликим складом вапняку навколо Fins Bois. Цей район більш схильний до прибережного клімату і це відбивається на деяких виноградниках у східній частині. Під виноградну лозу засіяно 12 000 га. Коньяки дозрівають швидше і мають зухвалий смак.
6. Bois Ordinaires (Звичайні Ліси). Загальна площа — 274 176 га. Під виноградну лозу засіяно 1700 га. Ґрунт тут повністю піщаний, додає коньякам запахи моря, водоростей і йоду.

## Виробництво коньяку

### Сорти винограду
Коньяк роблять з винограду сортів Уні Блан, Фоль Бланш і Коломбар, вирощеного на крейдяних ґрунтах регіону Коньяк. Кожен сорт додає свій аромат:
- Уні Блан додає коньяку квіткові аромати з нотками спецій,
- Фоль Бланш покращує якість коньяку при старінні і наділяє його запахами фіалки і липи.
- Коломбар додає напою різкий, міцний, молодий букет.

На одному гектарі землі в окрузі міста Коньяк виростає в середньому три тисячі виноградних кущів, які дають від 90 до 100 гектолітрів вина.
Унікальний ґрунт цього невеликого регіону. Товстий шар крейди (10—20 метрів) під тонким родючим шаром ґрунту і нестача води, пригноблюють лозу. Проте, це ідеальні умови для виноградної лози для виготовлення коньяку.
До нашестя філоксери наприкінці XIX століття в Шаранті переважали білі сорти винограду Фоль Бланш (Folle Blanche) і Коломбар (Colombard). Завезений декілька сторіч тому з Італії білий Юні Блан (Ugni Blanc), який у себе на батьківщині називається Trebbiano, а в Шаранте — Saint-Emilion des Charentes (оскільки потрапив він сюди через бордоську область Сент-Емільон), посідав скромніше місце.
Коли для боротьби з філоксерою почали практикувати підщепу, було відмічено, що Фоль Бланш погано приживається на американському корінні і стає дуже схильним до різних хвороб, зокрема «сірої гнилизни» (pourriture grise). Натомість, Юні Блан показав дуже хорошу стійкість до хвороб, невибагливість і здатність давати прекрасну сировину для перегонки: потрібні для виробництва елітного бренді, високу кислотність, низький вміст цукру (що дозволяє одержувати вино міцністю 7—9 градусів), велику кількість природних дріжджів і потенційну ароматність. Крім того, цей сорт пізно починає квітнути, і через це, для нього безпечні весняні заморозки. На сьогодні Юні Блан посідає понад 90 відсотків площі виноградників регіону Коньяк. Серед решти сортів, переважають Фоль Бланш і Коломбар.
Відповідно до урядових указів 1936 і 1938 років, для отримання права на апеласьйон Коньяк, виробники зобов'язані використовувати тільки такі сорти (всі — білі):
- як основні (не менше 90 відсотків): Юні Блан (Ugni Blanc), Фоль Бланш (Folle Blanche), Коломбар (Colombard), Блан Раме (Blanc Rame), він же Мелье Сен-Франсуа (Meslier Saint-FranHois), Жюрансон (Jurançon), Монтіль (Montils), Семійон (Semillon);
- як допоміжний (не більше 10 відсотків) — Селект (Select).

Для отримання права на субрегіональні апеласьйони (Гранд Шампань, Фен Буа і т. д.) вимоги такі:
- як основні сорти (не менше 90 відсотків) — Юні Блан (Ugni Blanc), Фоль Бланш (Folle Blanche), Коломбар (Colombard);
- як допоміжні (не більше 10 відсотків) — Блан Раме (Blanc Rame), він же Мелье Сен-Франсуа (Meslier Saint-FranHois), Жюрансон (JuranHon), Монтіль (Montils), Семійон (Semillon), Селект (Select).

Виробники не зобов'язані використовувати всі перераховані сорти. Їхнє право — вибрати один-єдиний (але тоді, звичайно, тільки з першої групи). Переважна більшість робить коньяк винятково або переважно з Юні Блан. Хоча багато хто стверджує, що цим сортом нічим не поступається Фоль Бланш, чимало знавців, та і самих виробників оплакують втрату останнього, який, на їх думку, давав ароматніші і м'якші спирти.

### Технологія виробництва

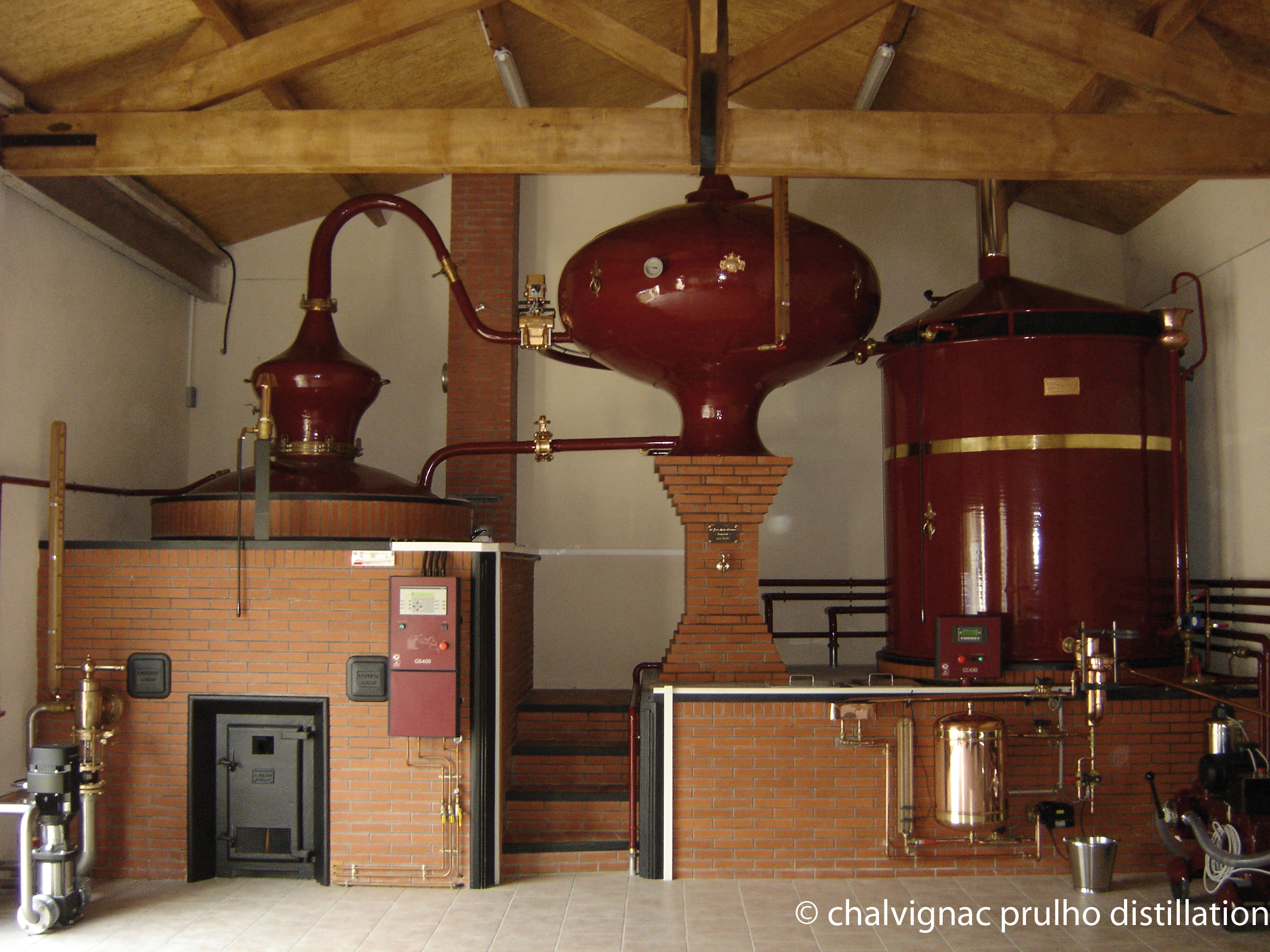
«Alambic charentais»

Збір винограду проводиться в жовтні. Потім його віджимають, видаляючи кісточки, шкірку і гребені. Сік заливають у великі ємності, де він шумує протягом 10 днів за температури 20—25 °С. У підсумку, одержують молоде сухе вино, достатньо кисле і бідне танінами, міцністю від 7 до 9 %. Воно не призначене для пиття. Його доля — пройти дистиляцію, щоб стати коньячним спиртом, тією самою eau-de-vie — «водою життя», основою для коньяків.
Декілька місяців йде на те, щоб перетворити все вино одного урожаю на коньячний спирт. Але, відповідно до закону, дистиляція повинна завершитися до 31 березня наступного року.
Проводиться вона за шарантським методом — за два етапи, у мідних апаратах типу «alambic charentais», місткістю до 25 гектолітрів. Після першої фази дистиляції молоде вино міцністю 7 градусів перетворюється на спирт-сирець міцністю до 27—30 °C, відтак слідує друга перегонка, щоб одержати eau-de-vie міцністю 70—78 градусів. Причому на другому етапі перегонки, першу і останню частини дистиляту — «голову» і «хвіст» — відсікають, залишаючи тільки «серце» — спирти, які надалі закладаються у дубові бочки для витримки. Дистиляція проводиться у перегінних кубах з червоної міді, тому що цей метал стійкий до дії винних кислот. Перегонка 10 літрів вина дає приблизно один літр коньячного спирту, досить непоказного за кольором і каламутного.
Наступний важливий етап — витримка коньяку. Вона є вирішальним чинником для досягнення напоєм вищого ступеня якості.
Деревина дуба додає напою золотисто-бурштиновий колір, аромат ванілі та горіха. Для виробництва коньяків французький закон наказує використовувати бочки з дуба, привезеного з лісів Лімузена і Тронсе. У бочках лімузенського дуба старіння коньяку відбувається швидше, ніж у тронських, тому що вони пористіші, а значить, з них сильніше випаровується алкоголь.
Бочки будуються ручним способом, без цвяхів. Для герметизації використовують борошно та листя очерету. Їх ретельно оберігають, навіть спеціально розводять павуків, які обплітають бочки павутиною і захищають їх від шкідників.
Коньячний спирт перетворюється на коньяк лише після витримки у бочках. Витримка — процес дуже довгий і складний, він проходить у різних бочках, які (залежно від віку) володіють різними властивостями.
Молодий коньяк тримають у нових бочках, що містять багато танінів, ароматів ванілі, дуба, спецій, солодкуватий, гіркуватий і кислуватий смак, тут він насичується кольором. Це відбувається не більше двох місяців, а потім коньяк переливають у старіші бочки.
Після 50-річної витримки у бочці, що містить 350 літрів коньячного спирту, залишається тільки 100 літрів.
За 60 років старіння у бочці, міцність коньяку знижується на 40 %. У цьому разі, його переливають в пляшки для припинення процесу випаровування.
Нарешті, коньяк — це завжди купаж, куди входять коньячні спирти різної витримки з різних сортів винограду. Саме купажування дозволяє зберігати постійну якість і смак, властивий певній марці. Старі, довго витримані коньяки, що містять менше танінів, але більше ароматів, служать для пом'якшення смаку молодих, зниження вмісту алкоголю в купажі. Також для пониження міцності, використовується і дистильована вода. У цьому разі, вона може додаватися безпосередньо у молодий коньяк, але у найкращих Домах, щоб уникнути шоку напою, спочатку водою розбавляють дуже старий коньяк, одержуючи міцність близько 27 %, і залишають цю суміш відпочивати декілька місяців. Після цього її поступово наливають у молодий коньяк. Коли потрібну кількість суміші було додано, купаж повинен витримуватися у дубових бочках ще не менше 5 місяців.
У кожної фірми-сім'ї є свої технологічні секрети, що передаються від батька до сина і котрі зберігаються у суворому секреті.

### Виробники коньяку
- A. E. Dor (А. Е. Дор)
- Bisquit (Бісквіт)
- Camus (Камю)
- Chabasse

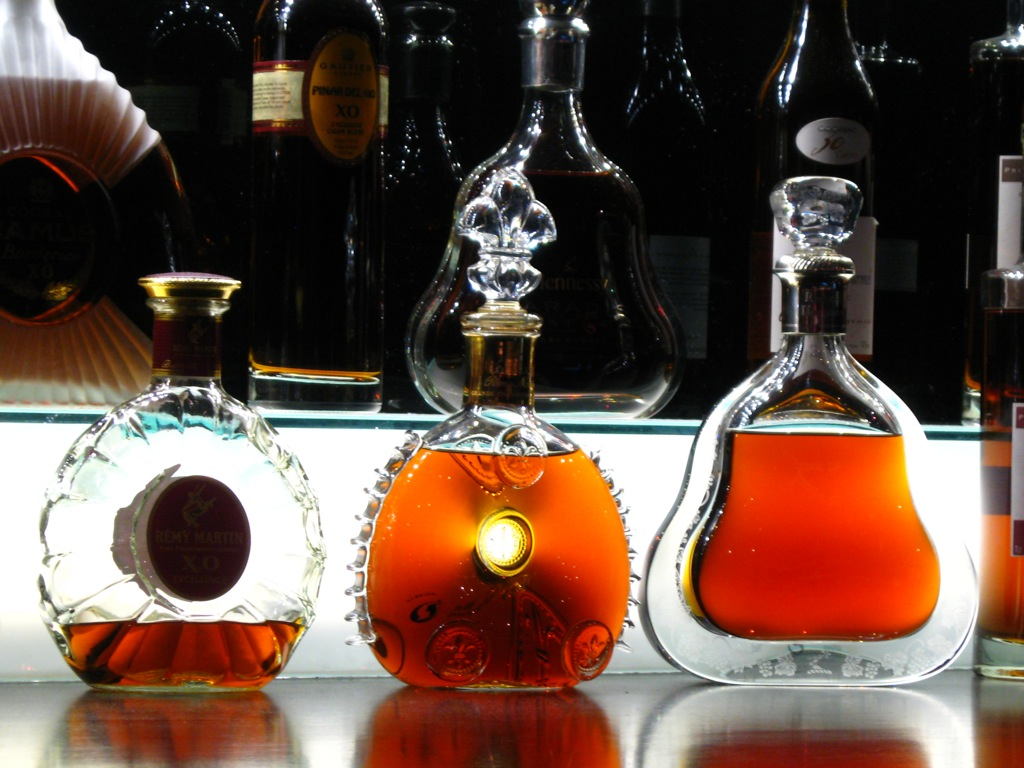

- Chateau de Montifaud (Шато Монтіфо)
- Gautier (Готьє)
- Courvoisier (Курвуаз'є)
- Frapin (Фрапен)
- Hine
- Hennessy (Хеннессі)
- Delamain
- Larsen
- Prince Hubert de Polignac (Принц Юбер де Поліньяк)
- Remy Martin (Ремі Мартен)
- Martell (Мартель)
- Otard (Отар)
- Louis-Royer
- Bache-Gabrielsen
- Moyet
- Pierre Ferrand
- Renault
- Meukow
- Tesseron (Тесерон)
- Godet (Годе)
- Gaston de Casteljac
- Birkedal Hartmann
- Menuet
- Peyrat Associés & Cie

## Позначення марочних коньяків
- V.S. (Very Special) — вік коньячних спиртів не менше 2,5 роки.
- Superior — не менше 3,5 роки.
- V.S.O.P. (Very Special Old Pale) — не менше 4,5 роки.
- V.V.S.O.P. — Grand Reserve — не менше 5,5 роки.
- Napoleon — X.O. (Extra Old) — понад 6,5 роки. З 1 квітня 2018 року— мінімум 10 років.

## Дегустація
Дегустація коньяку складається з трьох основних фаз: «око», «ніс» і «рот».

## Вживання
Вживають коньяк як перед їжею, для підняття апетиту, так і після з чаєм, кавою, сигарою. Також вживають у коктейлях, розбавленим водою або з льодом.
Зазвичай коньяк п'ється за кімнатної температури. П'ють коньяк маленькими ковтками з маленьких коньячних чарок місткістю 125 см³. Чарка виготовляється з тонкого білого прозорого скла, щоб було добре видно золотистий колір коньяку, має низьку ніжку і звужені зверху стінки, що дозволяє краще утримувати аромат напою. Застосовується також кулястий келих, званий в деяких країнах «інгалятором», місткістю 100—125 см³. У нього наливають 25 см³ коньяку.
Коньяк п'ють не поспішаючи, у затишній обстановці, у дуже вузькому колі близьких по духу. Це особливий напій, не призначений на відміну від шампанського, для багатолюдних і галасливих ювілеїв, свят, вшановувань.
Долонею зігрівають чарку у вигляді тюльпана, в яку його наливають, завдяки чому він повністю віддає свій аромат, проте у жодному випадку не можна штучно нагрівати келих. Наповнюють келих на одну чверть об'єму. Візуально якість напою можна оцінити за його в'язкістю. Для цього, нахиливши келих, плавно повертають його навколо осі. У старого і однорідного за своїм складом коньяку на стінці келиха краплі формуються і стікають донизу поволі, утворюючи красиву «корону» з густих, щільних слідів.
Якщо пропонують декілька марок, то для якнайповнішого сприйняття смакових принад усіх коньяків необхідно обполіскувати рот теплим чаєм після куштування кожного зразка. Існує особливий етикет дегустації коньяку. Як правило, наливають 15-20 см³ напою. Оптимальна температура дегустації −20-25 градусів. Тому перед дегустацією, коньяк треба потримати у чарці близько 10 хвилин.
Насолодившись усією гаммою коньячного аромату, маленькими ковточками смакують напій, відчуваючи, наскільки добре він (смак) розповсюджується в роті, справляючи враження «хвоста павича» (quene de pao), так, як ніби він розкривається у роті.
Коньяк не закушують. В гіршому разі, заїдають яблуками, а краще — шоколадом. Не рекомендується закушувати коньяк виноградом, щоб уникнути небажаних наслідків. Непогано, не поспішаючи пригублюючи коньяк і розмовляючи з друзями, мати можливість насолодитися також чашкою чорної кави.
Залежно від якості, коньяк або споживають у чистому вигляді, розбавляючи газованою водою, тоніком, содовою, або змішуючи його з іншими напоями. У Британії, наприклад, коньяк або інше бренді змішують з імбирним елем, у США — додають у коктейлі, у Канаді його розбавляють мінеральною водою Vichy, а в Японії його п'ють не після обіду, як в Європі, а на початку — під закуску. Зірковість коньяку з різних країн не є показником однакової якості. Так, 3-зірковий коньяк з Греції дуже грубий і сильно віддає спиртом, тому тут рекомендовано винятково 5 зірок.

### Кулінарне застосування
Коньяк у кулінарії вживається у соусах, стравах фламбе, маринадах, кассеролі з кролика, курячих фрикасе, млинцях і забальонах, у десертах (наприклад — у деяких варіантах тирамісу) не говорячи вже про варення та шоколад.
Коньяк вживають також як лікувальний, тонізуючий засіб.
Коньяк, поруч з етанолом, часто використовують під час приготування страв методом фламбування.